# Kavinský potok
Kavinský potok je přírodní rezervace severozápadně obce Kněževes v okrese Blansko. Oblast spravuje Krajský úřad Jihomoravského kraje. Důvodem ochrany je eroze drobných vodních toků v souvrství fylitů, rul a krystalických vápenců, výskyt vzácného sleziníku zeleného (Asplenium viride). Území leží v údolí stejnojmenného vodního toku.

## Galerie

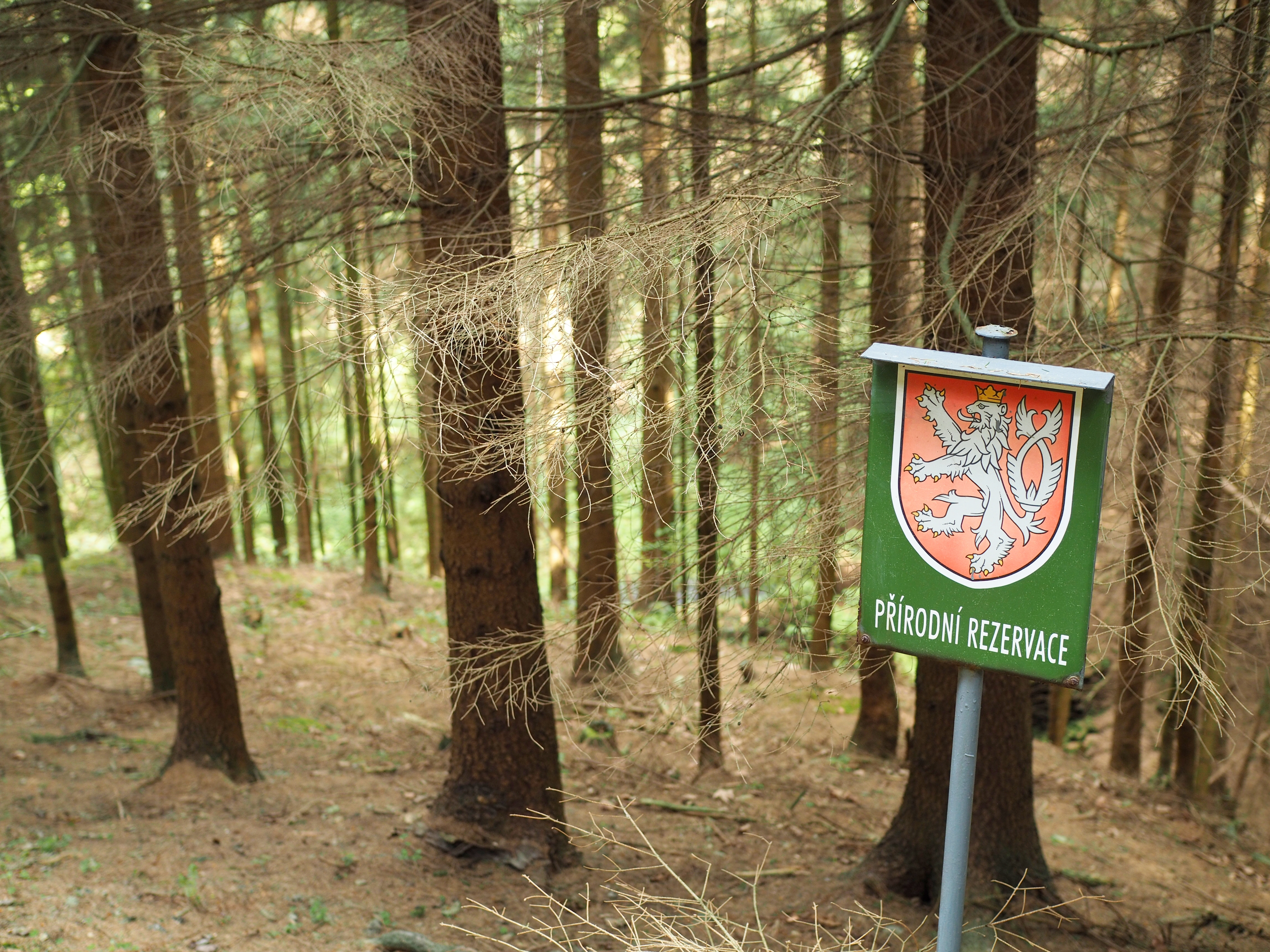
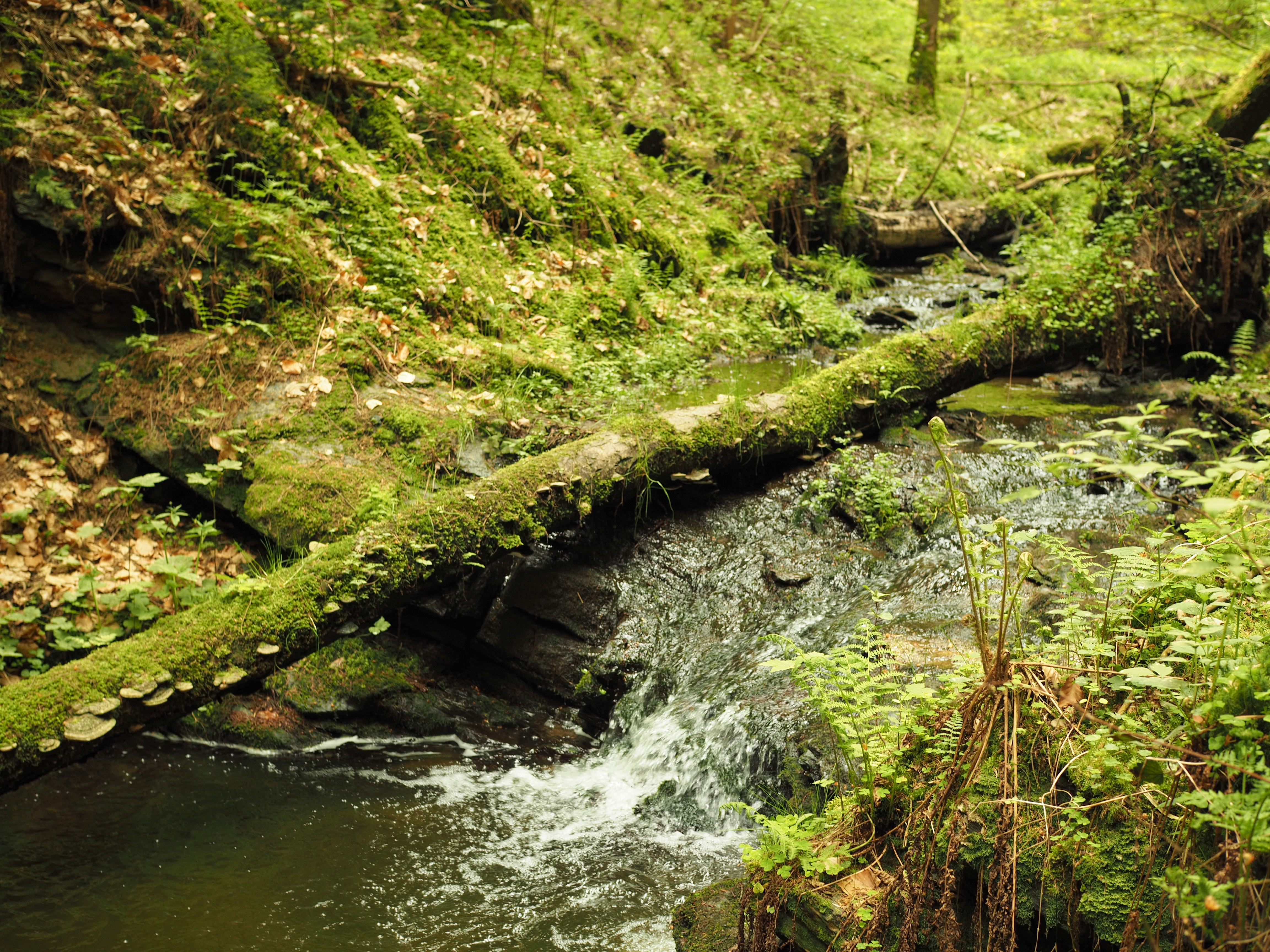
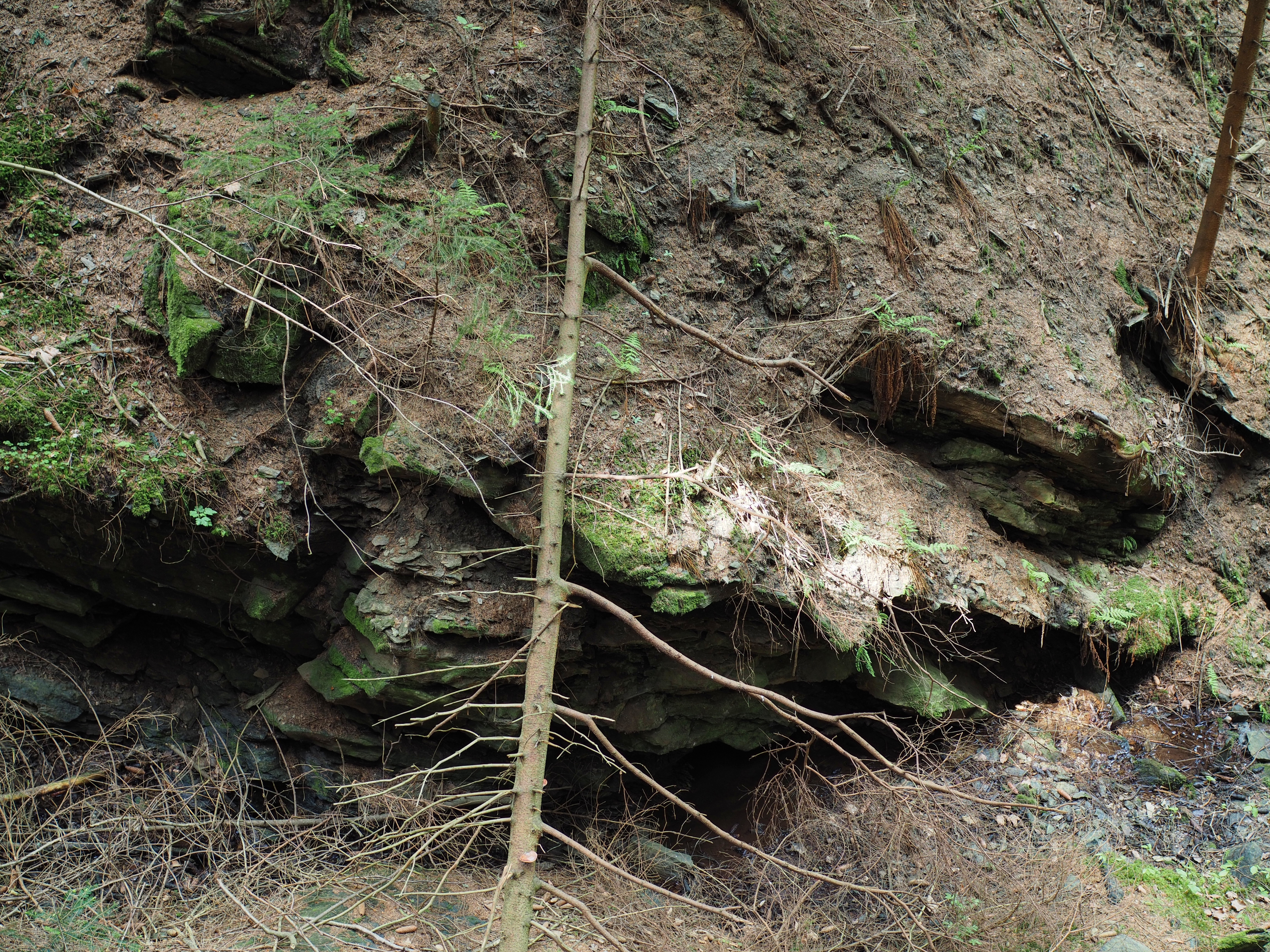
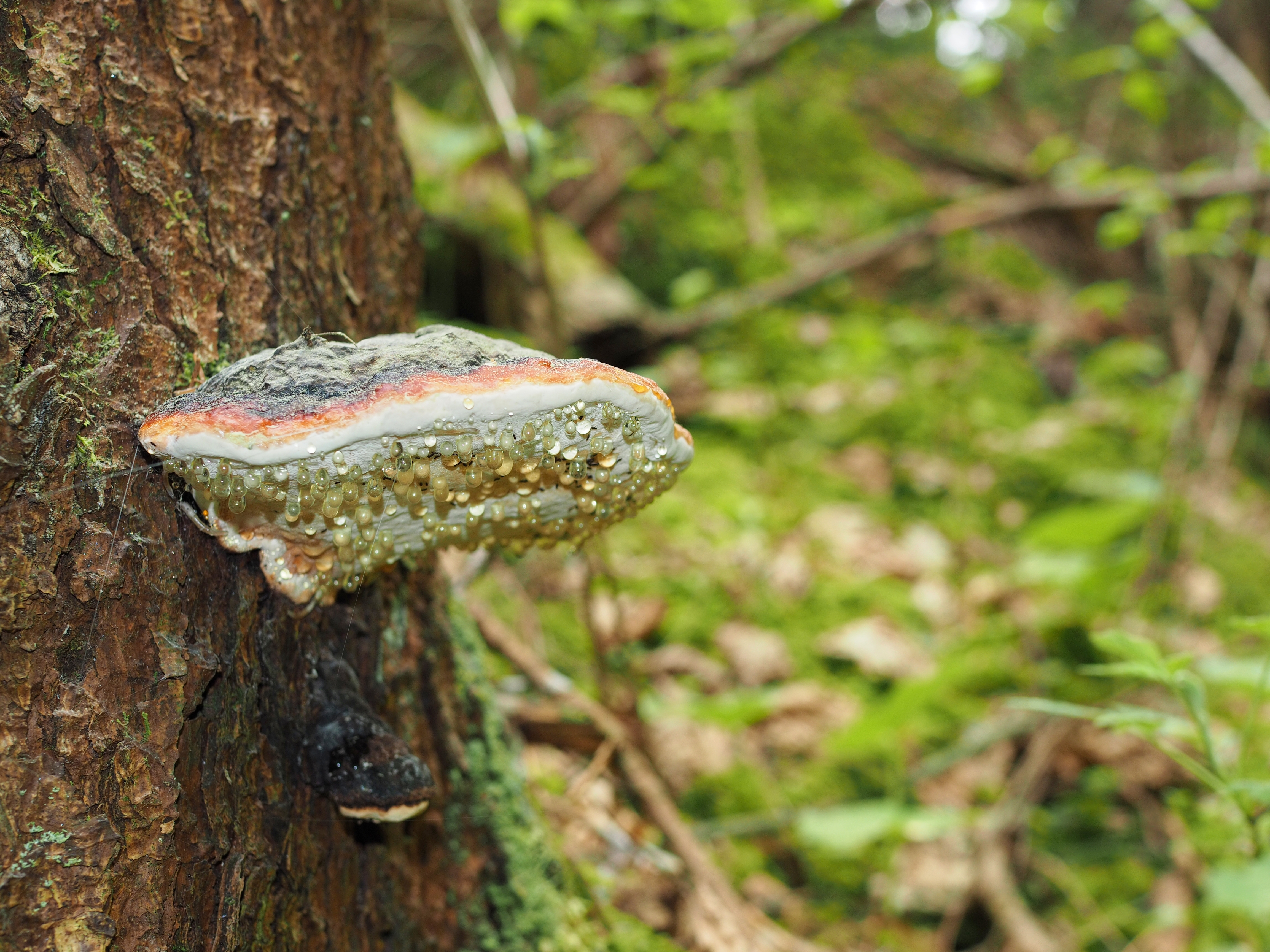
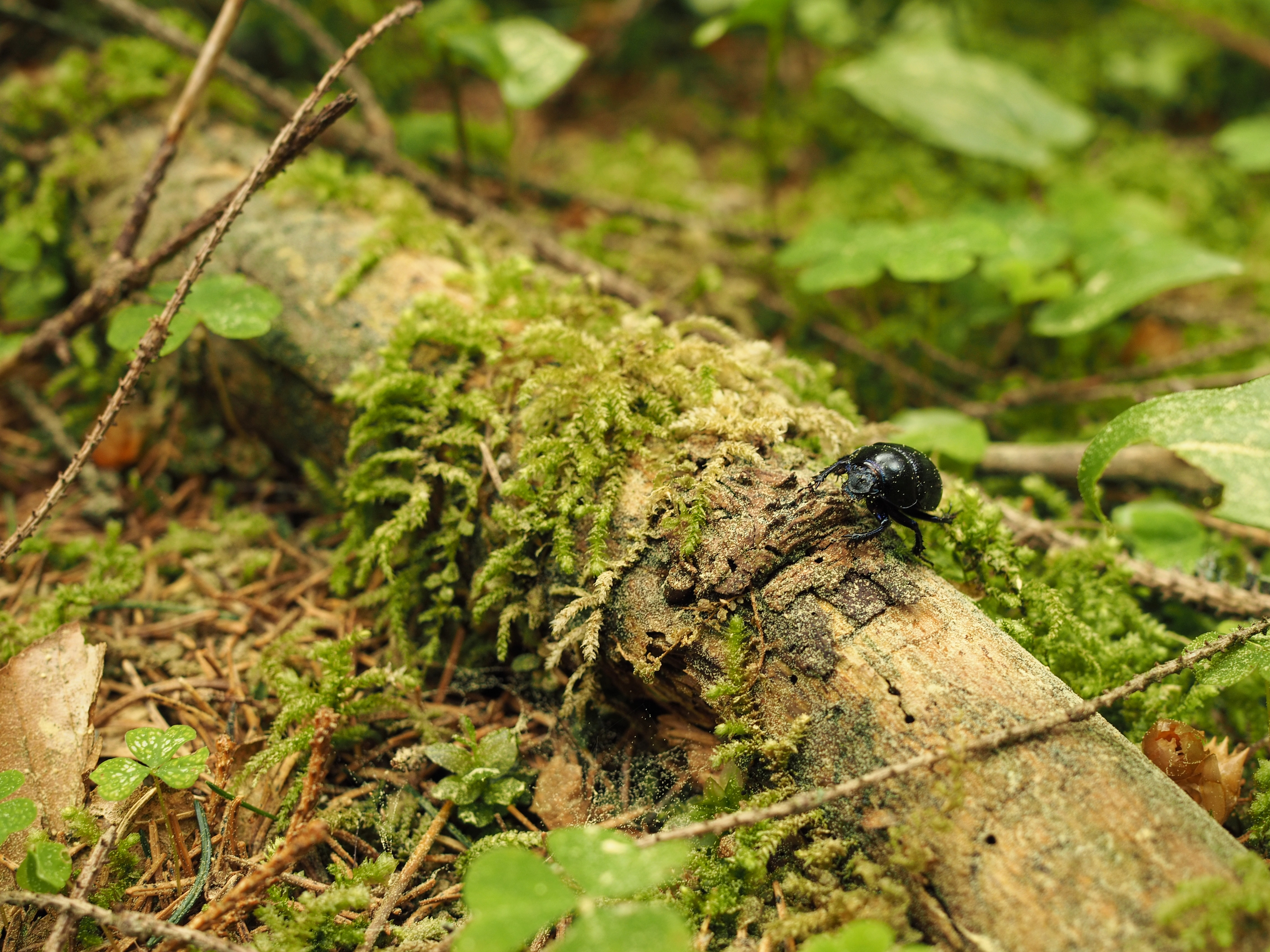